# Rio Colimbiné
Colimbiné (em francês: Kolimbiné / Colimbiné) é um rio da África Ocidental. Nasce no sul da Mauritânia e flui para o sul, formando parte da fronteira internacional entre a Mauritânia e o Mali.